# Ana Mena
Ana Mena (n. 25 februarie 1997, Estepona⁠(d), Andaluzia, Spania) este o cântăreață din Spania.

## Discografie
- Index (2018)